# 奈良電気鉄道デハボ1350形電車
奈良電気鉄道デハボ1350形電車（ならでんきてつどうデハボ1350がたでんしゃ）とは、奈良電気鉄道（奈良電）が保有した電車の1形式である。

## 概要
1954年9月に新造された、奈良電初のWNドライブ車であるデハボ1200形を用いて同年10月より運転が開始された近鉄奈良 - 大和西大寺 - 奈良電京都間特急は、同形式の優れた車内設備と阪神電気鉄道の3011形による梅田 - 三宮間特急に次ぐ国内私鉄第二位の表定速度を達成するほどの高速運転の実現により、1957年以降の奈良電の旅客数増大に大きく寄与した。こうした状況を背景として、当初7 - 9時台と16 - 18時台の最混雑時間帯に1時間あたり各1往復、1日6往復が設定されたこの特急は1957年4月のダイヤ改正において大増発され、同時間帯に30分に1本、1日24本の高密度運転が実施されることとなった。
だが、当時の奈良電は1959年頃から自社営業圏の防衛を図る京阪電気鉄道と、京都への進出を狙う近畿日本鉄道という二大株主の勢力争いの場と化しており、両社の主張の板挟みとなった奈良電経営陣は主導権を握って積極的な営業策を講じることが出来なかった。またそれに先立つ1953年9月25日に台風13号がもたらした風水害による甚大な損害とその復旧費用負担、それに続く1955年実施の国鉄による奈良線へのディーゼル動車投入による旅客の逸走といった事情により、奈良電の財政状況は自力での回復ができない程にまで悪化しつつあった。
特急運転開始とその後の旅客数増加はそうした情勢下の奈良電にとって数少ない光明の1つであった。だが、特急増発が決断された1957年の時点で奈良電株式の配当は1954年当時の年1割から6分に減配されており、それどころか1958年には遂に無配に転落してしまう。
そのような財政的に厳しい情勢下で、特急増発に当たって発生する所用編成数の増加に対し、高価なWNドライブ車であるデハボ1200形をそのまま増備してこれに充当することは叶わなかった。そこでやむなく、在来車の運用見直しなどによって捻出された旧式の機器をデハボ1200形と同一設計の車体に艤装した、折衷型の準新車を導入してこの増発に対処することとした。
かくして、1957年3月にデハボ1200形と同じナニワ工機にてデハボ1351 - 1353として本形式3両が製造された。

## 車体
デハボ1200形と同一形状の車体の両端に運転台を備える、両運転台構造の18m級2扉車である。
そのため構体設計はナニワ工機独特の準張殻構造による軽量設計を踏襲しており、窓配置はd(1)D6D(1)d（d：乗務員扉、D：客用扉、(1)：戸袋窓、数字：窓数）で客用扉は1,100 mm幅の片引き戸、扉間に1,088 mm幅の上段Hゴム固定式窓と1,150 mm幅の下段上昇窓を組み合わせた広窓が並び、窓下には補強用のウィンドウシルと呼ばれる細い板が貼り付けられた。窓間隔に合わせて対向配置の固定クロスシートが設置され、主電動機点検蓋の設置位置にロングシートを設置する、セミクロスシートの座席レイアウトとしている点でもデハボ1200形と共通する。
通風器はガーランド式で、車内には屋根に5基の扇風機を搭載する。
塗装は当時の奈良電の標準色である上半分クリーム、下半分ダークグリーンのツートンカラーである。

## 主要機器
前述の通り、奈良電の厳しい財政状況を反映して、在来車から捻出した旧式の機器が搭載された。
供出元となったのはデハボ1351・1352がデハボ1000形、デハボ1353がデハボ1100形1101で、このため台車と主電動機はデハボ1351・1352とデハボ1353で異なったものが装着されている。

### 主電動機
デハボ1351・1352は端子電圧500 V時定格出力75 kW、定格回転数757 rpmの東洋電機製造TDK-520Sを、デハボ1353は端子電圧600 V時定格出力90 kW、定格回転数790 rpmの東洋電機製造TDK-553/2BMを、それぞれ吊り掛け式で各台車に2基ずつ計4基装架する。いずれも直流直巻式整流子電動機で歯数比はそれぞれ22:53=2.41および21:59=2.81である。

### 制御器
東洋電機製造ES-155-A電動カム軸式制御器を搭載する。

### 集電装置
東洋電機製造PT-35S菱枠パンタグラフを奈良寄りに1基搭載する。

### 台車
前述の通り種車の相違から、1351・1352と1353で形式が異なり、前者は住友製鋼所84A-34-BC3、後者は扶桑金属工業KS-33Lを装着する。いずれもボールドウィンA形に由来する釣り合い梁式台車である。

### ブレーキ
3両共にM三動弁によるAMM自動空気ブレーキ（Mブレーキ）を搭載する。

## 運用
主電動機の定格回転数や歯数比、出力の相違からデハボ1351・1352の2両とデハボ1353は運転曲線が異なり、また3両という中途半端な製造両数で1両については必然的に別形式との併結が求められたことから、これらは運用上別々に取り扱われ、デハボ1351+デハボ1352と、デハボ1353+クハボ701の2編成が組まれた。
これらはいずれも先行するデハボ1200形+クハボ600形と同様、近鉄奈良 - 大和西大寺 - 奈良電京都間を結ぶ特急・急行運用へ重点投入されたが、本形式については東洋電機製造製の「デッカーシステム」として知られる多段電動カム軸式自動加速制御器を搭載していて在来車と取り扱いが同一であったことから、京阪三条 - 丹波橋 - 大和西大寺 - 近鉄奈良間を結ぶ京阪線乗り入れ運用に充当された実績が存在する。
本形式は奈良電時代には特に大きな変化が無いままに推移したが、近畿日本鉄道への合併前にはデハボ1200形と同様、同社の800・820系に準じたマルーンに窓下銀帯1本に塗装が変更され、合併後にはデハボ1350形1351 - 1353からモ690形691 - 693へ形式称号が変更されている。
以後の変遷については近鉄680系電車の項を参照されたい。